# Josa (cognom)
El cognom Josa és d'origen toponímic, poc freqüent i registrat sobretot a Barcelona, sent notable la seva presència a Lleida, Saragossa, Madrid, Lleó, Tarragona i València. I menys freqüent a les Balears, Terol, Girona, Biscaia, Àlaba, Valladolid, Osca i Astúries entre d'altres.
Prové del topònim Josa, nom d'una població a la provincia de Terol i d'una altra a Lleida (Josa de Cadí), el qual el seu origen és preromà, potser relacionat amb la veu basca -joso- "pastissal", o potser amb la veu antiga catalana -jussà- "a dalt, superior".
Apareix aquest cognom entre els primers repobladors de l'antic Regne de València amb cases a Montesa i Vallada, Benifaló, Ontinyent, etc.. A l'Aragó, segons els cens de l'any 1495, hi havia cases de Josa a Saragossa, Alcorisa, Andorra de Terol, Els Oms, Masadas de Catellot, Catelldecabres i Villar dels Navarros.
A Catalunya, segons el cens del 1553, hi havia cases a Agramunt, Belvís, l'Albi, Vallclara i Verdú.

## Distribució a Espanya
A Espanya 824 persones tenen com a primer cognom Josa.
- Alacant hi ha 16 persones amb el cognom Josa.
- Àlaba hi ha 11 persones amb el cognom Josa.
- Illes Balears hi ha 10 persones amb el cognom Josa.
- Barcelona hi ha 207 persones amb el cognom Josa.
- Biscaia hi ha 14 persones amb el cognom Josa.
- Girona hi ha 15 persones amb el cognom Josa.
- Granada hi ha 8 persones amb el cognom Josa.
- Lleó hi ha 47 persones amb el cognom Josa.
- Lleida hi ha 92 persones amb el cognom Josa.
- Madrid hi ha 82 persones amb el cognom Josa.
- Navarra hi ha 8 persones amb el cognom Josa.
- La Rioja hi ha 5 persones amb el cognom Josa.
- Salamanca hi ha 5 persones amb el cognom Josa.
- Tarragona hi ha 72 persones amb el cognom Josa.
- Terol hi ha 28 persones amb el cognom Josa.
- València hi ha 50 persones amb el cognom Josa.
- Saragossa hi ha 116 persones amb el cognom Josa.

A Espanya 870 persones tenen com a segon cognom Josa
- Alacant hi ha 6 persones amb el cognom Josa.
- Burgos hi ha 5 persones amb el cognom Josa.
- Illes Balears hi ha 16 persones amb el cognom Josa.
- Barcelona hi ha 199 persones amb el cognom Josa.
- Biscaia hi ha 17 persones amb el cognom Josa.
- Girona hi ha 17 persones amb el cognom Josa.
- Granada hi ha 6 persones amb el cognom Josa.
- Lleó hi ha 72 persones amb el cognom Josa.
- Lleida hi ha 107 persones amb el cognom Josa.
- Madrid hi ha 94 persones amb el cognom Josa.
- Castelló hi ha 5 persones amb el cognom Josa.
- La Rioja hi ha 8 persones amb el cognom Josa.
- Cadis hi ha 6 persones amb el cognom Josa.
- Tarragona hi ha 84 persones amb el cognom Josa.
- Terol hi ha 34 persones amb el cognom Josa.
- València hi ha 57 persones amb el cognom Josa.
- Saragossa hi ha 92 persones amb el cognom Josa.
- Múrcia hi ha 5 persones amb el cognom Josa.
- Zamora hi ha 7 persones amb el cognom Josa.